# 農業簿記検定
農業簿記検定（のうぎょうぼきけんてい）とは、一般財団法人日本ビジネス技能検定協会が、2014年4月から実施している農業に関する簿記検定試験である。

## 概要
農業簿記検定は、複式簿記を基礎とした農業簿記を理解し、有効なスキルを身につけることを目的とする検定である。
そのため、出題範囲は通常の簿記学習に留めず、農業の実体・実状を反映することを謳っている。

## 受験資格
- 制限なし

## 実施級と予定範囲
- 1級 - 財務会計・原価計算・管理会計

※2014年度は実施せず
- 2級 - 原価計算と財務会計
- 3級 - 農業簿記

## 合格発表
- 試験実施日から約20日-3週間程度

## 合格証書
- 試験実施から1か月程度で合格証書を交付